# Ed Sabol
Edwin Milton « Ed » Sabol, né le 11 septembre 1916 à Atlantic City dans le New Jersey et mort le 9 février 2015 à Scottsdale en Arizona, est un réalisateur de cinéma américain. 

## Sa jeunesse, son éducation, sa carrière
Sabol est né dans une famille juive d'Atlantic City dans le New Jersey en 1916. Il grandit dans le quartier de Blairstown. Lorsqu'il fréquente la Blair Academy, il excelle dans plusieurs sports et établit même un record en natation lors des championnats mondiaux inter-scolaires en 100 mètres nage libre. Il poursuit sa carrière de nageur à l'Université d'État de l'Ohio. Il est sélectionné pour les Jeux olympiques d'été de 1936 mais refuse d'y participer en raison du régime nazi présent en Allemagne à l'époque. Il a eu un certain succès au théâtre en tant qu'acteur, apparaissant à Broadway dans la production de Where Do We Go from Here. Il sert son pays pendant la Seconde Guerre mondiale et, à son retour à la vie civile, travaille comme vendeur de vêtements dans l’usine de son beau-père.

## NFL Films
Il fonde avec entre autres son fils Steve Sabol (en) la Blair Motion Pictures en 1962. Son premier contrat important fut de filmer la Finale NFL de 1962 (en) entre les Giants de New York et les Packers de Green Bay au Yankee Stadium de New York. En 1964, Blair Motion Pictures devient NFL Films, avec un accord exclusif pour enregistrer sur film les matchs de la NFL. Son fils Steve Sabol (en) déclare que seule la Seconde Guerre mondiale était l'autre activité humaine plus captée sur un film de 16 mm que la National Football League (The only other human endeavor more thoroughly captured on 16-mm film than the National Football League is World War II). En 1995, il se retire officiellement de la présidence de la NFL Films. En 1996, il est élu à l'International Jewish Sports Hall of Fame.

## Hall of fame
Il est intronisé au Pro Football Hall of Fame le 5 février 2011 comme contributeur en raison de ses travaux au sein de la société NFL Films.

## Décès
Sabol décède le 9 février 2015 chez lui en Arizona.